# Косов, Даниил Александрович
Даниил Александрович Косов (1917—1945) — Гвардии старший лейтенант Рабоче-крестьянской Красной Армии, участник Великой Отечественной войны, Герой Советского Союза (1945).

## Биография
Даниил Косов родился 25 сентября 1917 года в деревне Шуваловка (ныне — Сеченовский район Нижегородской области). Получил среднее образование, после чего работал секретарём сельсовета. В сентябре 1939 года Косов был призван на службу в Рабоче-крестьянскую Красную Армию. Участвовал в советско-финской войне. Окончил школу младших командиров, курсы младших лейтенантов и курсы «Выстрел». С сентября 1942 года — на фронтах Великой Отечественной войны. Участвовал в боях на Дону, Сталинградской и Курской битвах, битве за Днепр.
К январю 1945 года гвардии старший лейтенант Даниил Косов командовал ротой противотанковых ружей 178-й гвардейского стрелкового полка 58-й гвардейской стрелковой дивизии 5-й гвардейской армии 1-го Украинского фронта. Отличился во время форсирования Одера. В ночь с 23 на 24 января 1945 года группа разведчиков во главе с Косовым переправилась через Одер в районе города Эзенау в 8 километрах к северо-западу от Ополе и захватила плацдарм на его западном берегу, уничтожив пулемётный расчёт. Противник предпринял две контратаки, но группа успешно отбила их, уничтожив 1 танк, 1 артиллерийское орудие, 3 автомашины, 50 солдат и офицеров, ещё 17 сдалось в плен. 14 февраля 1945 года Косов погиб в бою за Бреслау. Похоронен в населённом пункте Марцинковице в 6 километрах к северо-западу от Олавы.
Указом Президиума Верховного Совета СССР от 27 июня 1945 года за «образцовое выполнение боевых заданий командования на фронте борьбы с немецкими захватчиками и проявленные при этом мужество и героизм» гвардии старший лейтенант Даниил Косов посмертно был удостоен высокого звания Героя Советского Союза. Также был награждён орденами Ленина и Красной Звезды.